# Connétable (îles Anglo-Normandes)

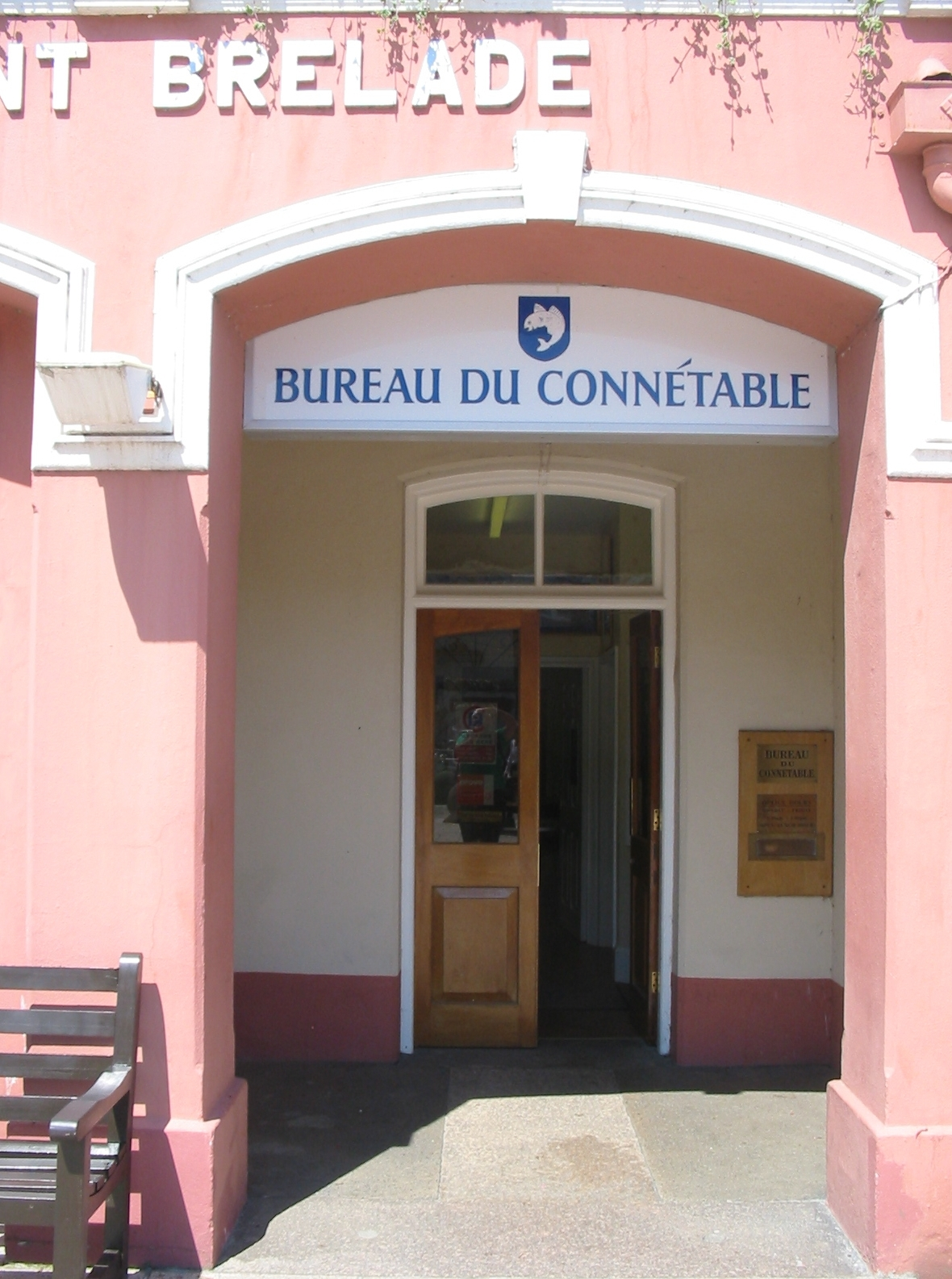
Bureau du Connétable à la Salle paroissiale de Saint-Brélade, Jersey.

Dans les îles Anglo-Normandes, les chefs municipaux des paroisses portent toujours le titre de connétable. Ils ont les fonctions équivalentes à celles de maire ou bourgmestre de la paroisse.
Les connétables portent le bâton aux extrémités argentés comme signe distinctif lors de leur mandat. Ils dirigent une équipe municipale dénommée assemblée paroissiale.

## Jersey
À Jersey, chaque paroisse élit son « connétable » pour un mandat de quatre ans.  Il représente la paroisse à l'Assemblée législative des États de Jersey.
Au niveau de la paroisse, le connétable préside le Comité des chemins, le Conseil Paroissial (excepté St. Hélier) et l'assemblée paroissiale. Les douze connétables (pour les douze paroisses de l'île de Jersey) siègent au Comité des Connétables. Les connétables dirigent localement la police honorifique. Parmi ses attributions, les connétables participent à la Visite du branchage qui se déroule deux fois par an et qui permet de contrôler l'état des haies et de la végétation des riverains de voies publiques avec l'aide des « voyeurs » assermentés qui repèrent toute infraction et le signalent aux inspecteurs des chemins ainsi qu'au « sergent de justice ».

## Guernesey

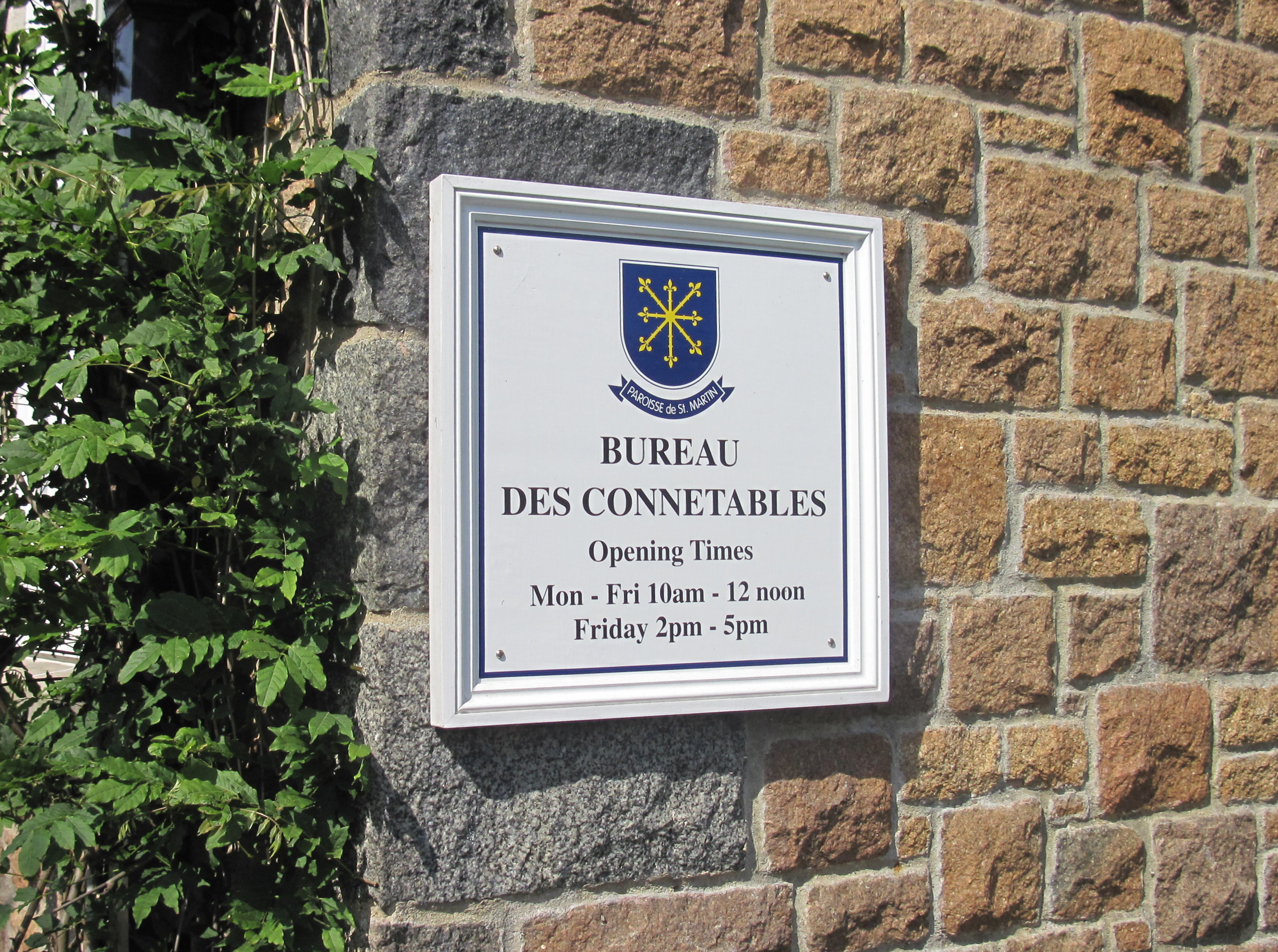
Bureau des Connétables à Guernesey.

À Guernesey, chaque paroisse élit deux connétables ; Un de rang supérieur (senior) et un subalterne (junior). Les personnes élues comme connétables, servent généralement une année comme junior et puis comme senior. Le connétable senior préside la « Douzaine » qui travaille pour la paroisse. Les connétables participent à l'inspection des haies lors de la Visite du branchage. Le connétable peut le cas échéant, déclarer toute personne de la paroisse comme folle.